# Bečov (Blatno)
Bečov (německy Petsch) je malá vesnice, část obce Blatno v Krušných horách v okrese Chomutov. Nachází se jeden kilometr západně od Blatno a 7,5 kilometru severozápadně od Chomutova v nadmořské výšce okolo 620 metrů. Byla založena nejspíše ve třináctém století a většinu historie patřila k chomutovskému nebo červenohrádeckému panství. V roce 2011 v něm trvale žilo 37 obyvatel.

## Název
Nejstarší podobou názvu vesnice byl Bečkov. Přechod ke tvaru Bečov byl způsoben používáním poněmčeného výrazu Petsch. V historických listinách se jméno vyskytuje ve tvarech: na vsi pecziowie (1561), Petss (1606), Petsch a Becžov (1787) nebo Petsch (1846). Jiné výklady odvozují název vesnice z osobního jména Beč vzniklého ze slovesa bečet nebo z německého slova Petz, tj. medvěd.

## Historie

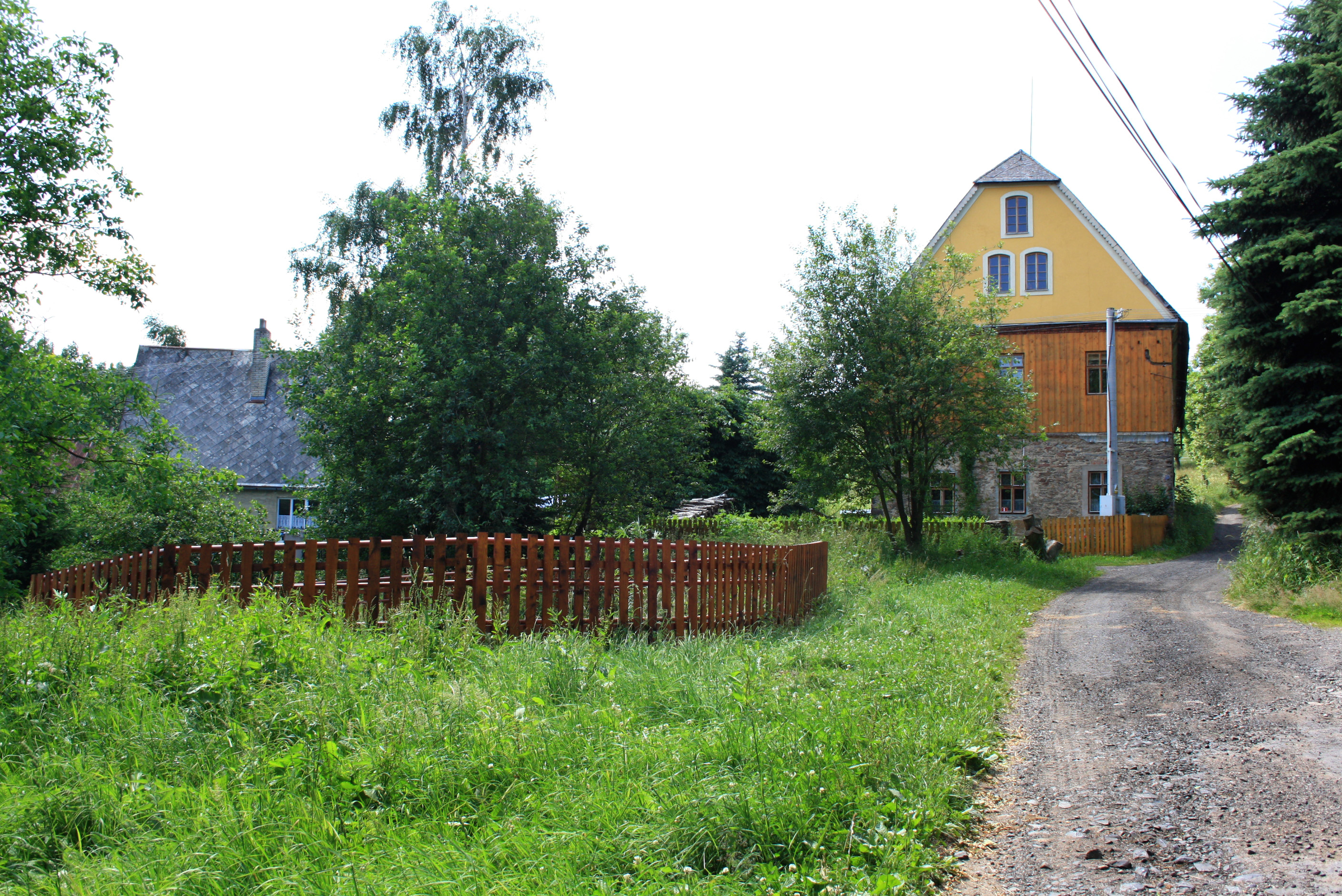
Dům čp. 1 na západním okraji návsi

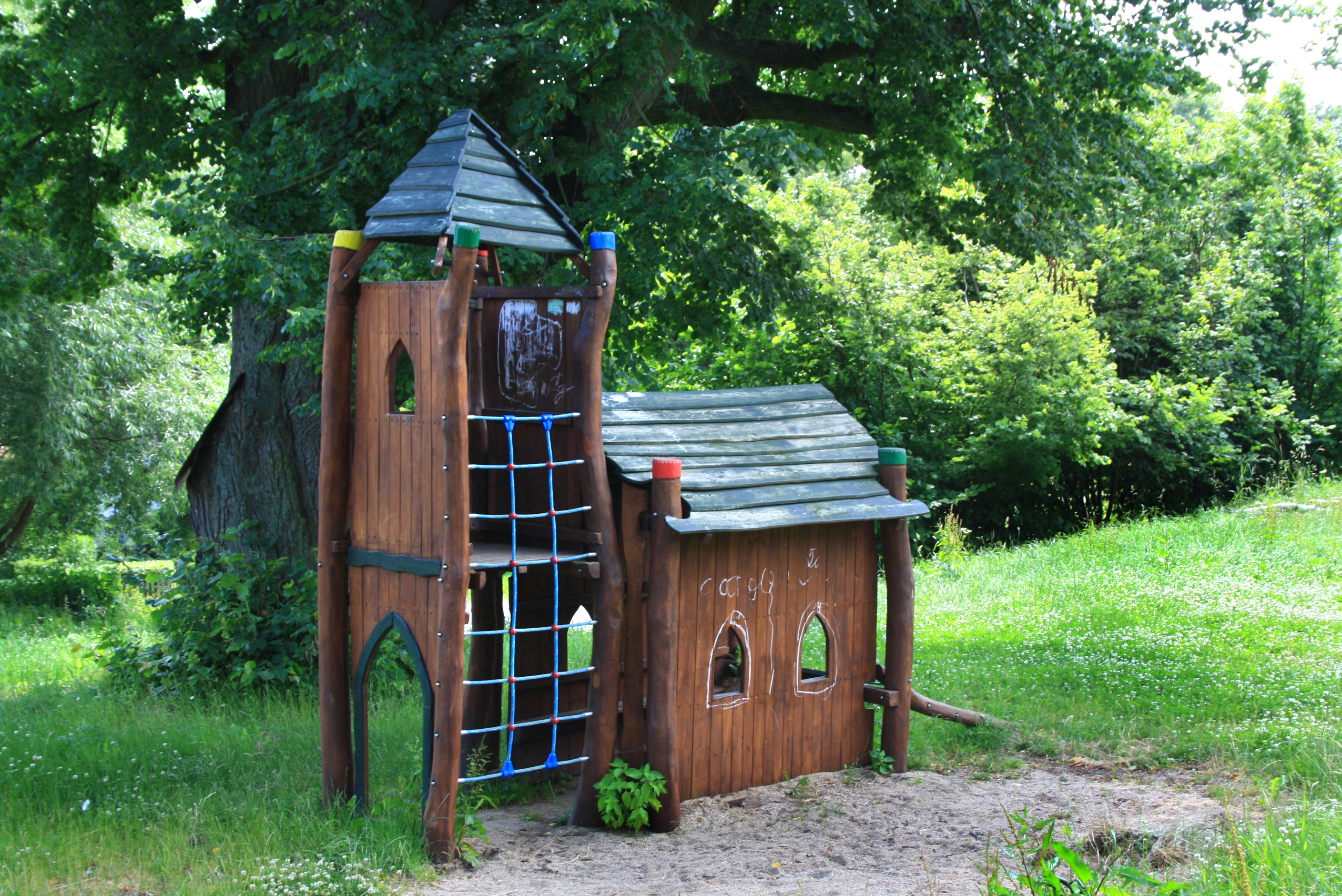
Dětské hřiště na návsi

První písemná zmínka o vesnici pochází z roku 1552 a starší zmínky (např. 1207) se vztahují k Bečovu v okrese Most nebo neznámé lokalitě uvedené pod jménem Stebocza, která se objevuje v listině krále Jana Lucemburského z roku 1325. Přesto je pravděpodobné, že spolu s dalšími vesnicemi v tzv. Chomutovském újezdu (tj. s Květnovem, Radenovem a Šerchovem) Bečov patřil řádu německých rytířů z chomutovské komendy již od roku 1252 a v mladších záznamech se neobjevuje, protože byl převeden ke komendě v Blatně.
Ve středověku se v prameništi jednoho z levostranných přítoků Kameničky nacházely sklárny doložené povrchovými nálezy z let 1993 a 1995. Jejich přesná poloha a datování není vzhledem k výrazným úpravám terénu možné.
K chomutovskému panství Bečov patřil i po roce 1411, kdy král Václav IV. zabavil řádový majetek. Ve vlastnictví se potom vystřídala řada zástavních majitelů, mezi které patřil například Jakoubek z Vřesovic. Páni z Veitmile panství roku 1488 získali do osobního vlastnictví a později je koupil arcivévoda Ferdinand II. Tyrolský a po něm Lobkovicové, kterým patřilo až do mocenského pádu Jiřího Popela z Lobkovic v roce 1594. S Jiřím Popelem z Lobkovic je spojen také proces rekatolizace, který přiměl část bečovských obyvatel odchodu do Saska. Popelův zabavený majetek byl tak velký, že musel být rozdělen na části, aby jej mohl někdo koupit. Kupcem Bečova a dalších vesnic se v roce 1605 stal Adam Hrzán z Harasova, který Bečov připojil k červenohrádeckému panství, k němuž potom patřil až do roku 1850.
Třicetiletá válka Bečov příliš nepostihla. Obyvatelé sice museli odvádět vyšší poplatky, ale podle berní ruly sepsané po válce roku 1654 byla vesnice v dobrém stavu a žilo v ní pět sedláků, devět chalupníků a jeden nádeník bez pozemku, který i přes to vlastnil tři krávy a jalovici. Jeden z chalupníků provozoval krčmu a dohromady se sedláky jim patřilo 34 potahů, třicet krav, 49 jalovic, prase a 28 koz. Během napoleonských válek v roce 1813 okolní krajinou táhlo ruské vojsko, jehož vojáci poblíž tábořili a ve vesnici způsobili značné škody.
Až do konce devatenáctého století do Bečova vedla jediná cesta z Blatna, kde byla kromě jiného také škola, pošta a lékař. Teprve roku 1895 byla postavena silnice, která Bečov spojila s Bezručovo údolím. Hlavním zdrojem obživy obyvatel v devatenáctém století bylo zemědělství spojené s chovem dobytka a pěstováním ovocných stromů. Roku 1898 bylo zaznamenáno přes 172 hektarů polí, přes 57 hektarů luk a 91 hektarů lesa. Jedinými řemeslníky byli bečvář a krejčí. Dostatek pitné vody zajišťovalo sedm mělkých studní. Významnou událostí v letech 1899–1904 byla výstavba vodní nádrže Kamenička, na které se podílelo mnoho italských a chorvatských dělníků, kteří způsobili řadu výtržností v okolních hospodách. Roku 1922 byla vesnice elektrifikována a elektřinu zpočátku dodávala elektrárna v Kadani.

## Přírodní poměry

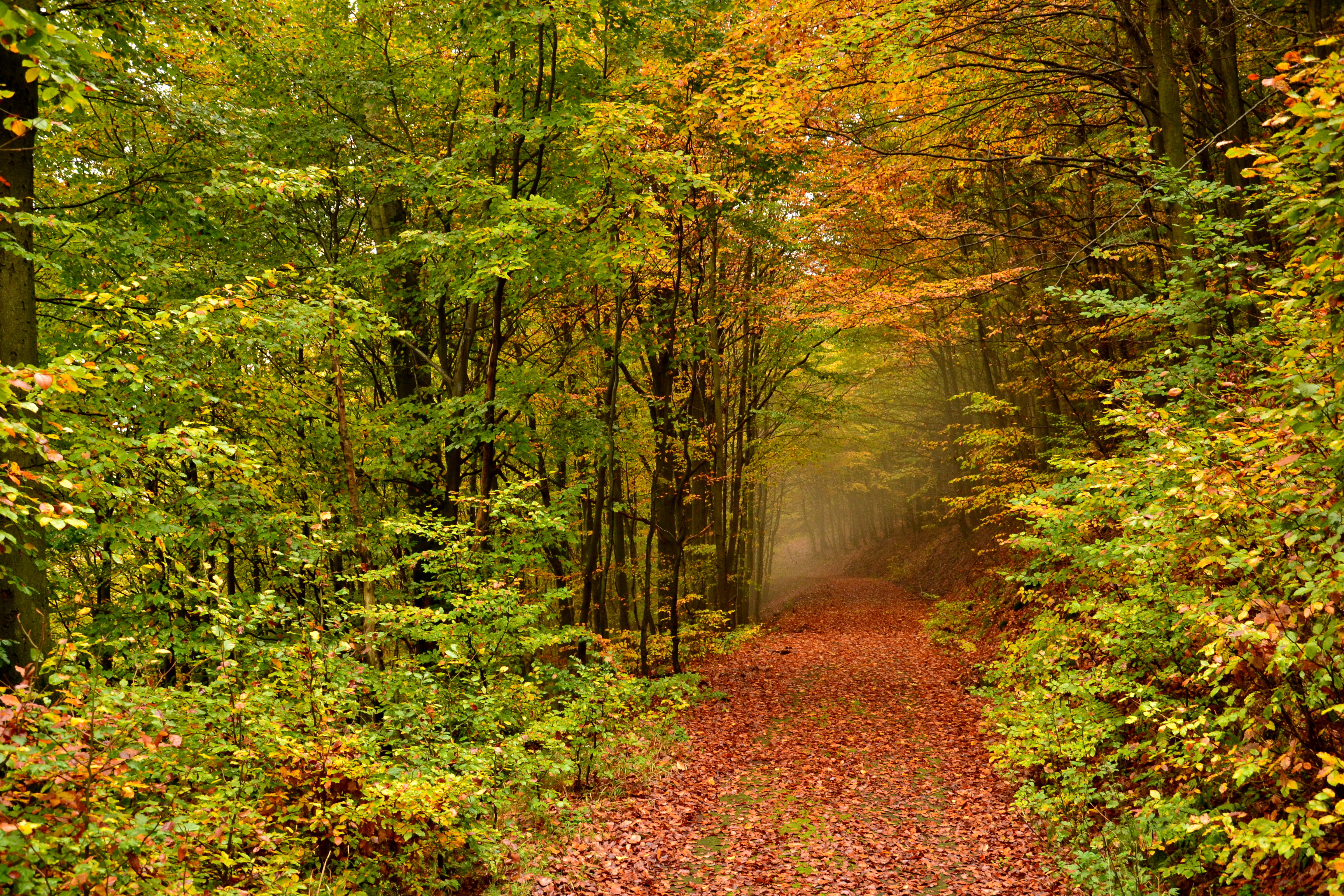
Buky nad Kameničkou

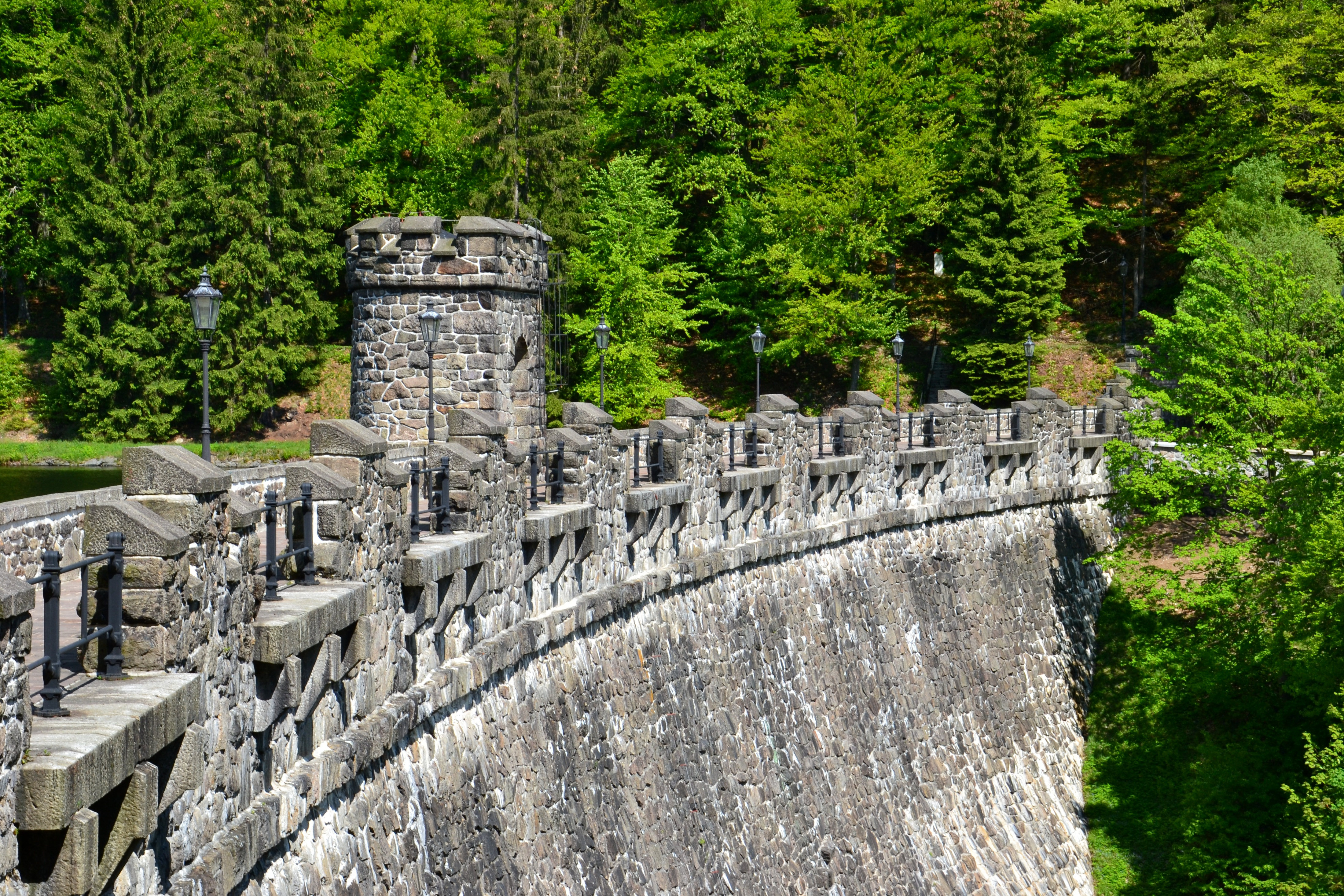
Hráz vodní nádrže Kamenička

Vesnice stojí asi jeden kilometr západně od Blatna a 7,5 kilometru severozápadně od Chomutova v jižní části katastrálního území Bečov o rozloze 10,97 km².
Geologické podloží katastrálního území lze rozdělit do dvou částí. Hranice mezi nimi vede přibližně 0,5–1 kilometr severně od vodní nádrže Kamenička. V jižní části se vyskytují prekambrické dvojslídné a biotitické ruly, zatímco v severní to jsou silně deformované a metamorfované intruzívní horniny předvariského a neznámého stáří. Jejich zástupce představují různé druhy metagranitů, metagranodioritů a ortorul. Celá oblast leží v geomorfologickém celku Krušné hory a podcelku Loučenská hornatina. Část přibližně vymezená vesnicí, vrcholem Kulatého vrchu (690 metrů), tokem Kameničky a Chomutovky se nachází na území okrsku Bolebořská vrchovina rozčleněného hlubokými údolími vodních toků. Většina území spadá do okrsku Přísečnická hornatina.
Vesnice stojí v závěru úzkého a strmého údolí, kterým stéká bezejmenný levostranný přítok Chomutovky. Nejvyšším bodem území je kóta s nadmořskou výškou 824 metrů na hřebeni Mlýnského vrchu v severní části území. Nejnižší bod je u Prvního Dolského Mlýna v Bezručově údolí a nachází se ve výšce okolo 450 metrů. Z půd převažují podzoly, pouze v okolí Bečova se vyskytují kambizemě a do nejsevernějšího cípu území zasahují gleje ze skupiny glejosolů.
Nejvýznamnějším vodním tokem je říčka Chomutovka, která teče podél jihozápadní hranice katastrálního území. Má řadu drobných bezejmenných přítoků. Výjimkou je Kamenička, která pramení na jižním okraji Novodomského rašeliniště. Na přelomu devatenáctého a dvacátého století na ní vznikla stejnojmenná vodní nádrž. Celá oblast se nachází na území přírodního parku Bezručovo údolí. Na svazích Bezručova údolí byla vyhlášena stejnojmenná přírodní památka a v údolí Kameničky na ni navazuje přírodní rezervace Buky nad Kameničkou.

## Obyvatelstvo
Při sčítání lidu v roce 1921 zde žilo 175 obyvatel (z toho 79 mužů), kteří byli s výjimkou jednoho cizince německé národnosti. Kromě dvou evangelíků se hlásili k římskokatolické církvi. Podle sčítání lidu z roku 1930 ve vesnice žilo třináct obyvatel německé národnosti a jeden Čech. Všichni byli členy římskokatolické církve.
|                                                                      | 1869 | 1880 | 1890 | 1900 | 1910 | 1921 | 1930 | 1950 | 1961 | 1970 | 1980 | 1991 | 2001 | 2011 | 2021 |
| -------------------------------------------------------------------- | ---- | ---- | ---- | ---- | ---- | ---- | ---- | ---- | ---- | ---- | ---- | ---- | ---- | ---- | ---- |
| Obyvatelé                                                            | 145  | 156  | 172  | 281  | 147  | 175  | 137  | 51   | 60   | 35   | 12   | 9    | 23   | 37   | 62   |
| Domy                                                                 | 17   | 19   | 21   | 25   | 22   | 22   | 23   | 22   | —    | 8    | 3    | 3    | 8    | 12   | 22   |
| Počet domů z roku 1961 je zahrnut v celkovém počtu domů obce Blatno. |      |      |      |      |      |      |      |      |      |      |      |      |      |      |      |

## Obecní správa
Po zrušení poddanství se Bečov stal samostatnou obcí, kterou zůstal až do poloviny dvacátého století. Od 1. ledna 1950 se stal částí obce Blatno.
Při volbách do obecních zastupitelstev konaných 22. května 1938 v Bečově žilo 84 voličů. Volby však neproběhly, protože kandidátní listinu podala pouze Sudetoněmecká strana, která se tak automaticky stala vítězem voleb.

## Doprava
Do Bečova vede silnice třetí třídy číslo III/2523, která odbočuje ze silnice III/2522 z Bezručova údolí. S Blatnem jej spojuje pouze nečíslovaná silnice. Linková autobusová doprava do vesnice nezajíždí. Nejbližší zastávka se nachází v Blatně přibližně jeden kilometr daleko. Nejbližší železniční stanice je v Chomutově. Po silnicích je také vedena zeleně značená turistická trasa z Bezručova údolí do Mezihoří, Hory Svaté Kateřiny a na zámek Jezeří a cyklotrasa č. 3709 z Hory Svatého Šebestiána do Blatna, Boleboře a Rudolic v Horách.

## Pamětihodnosti

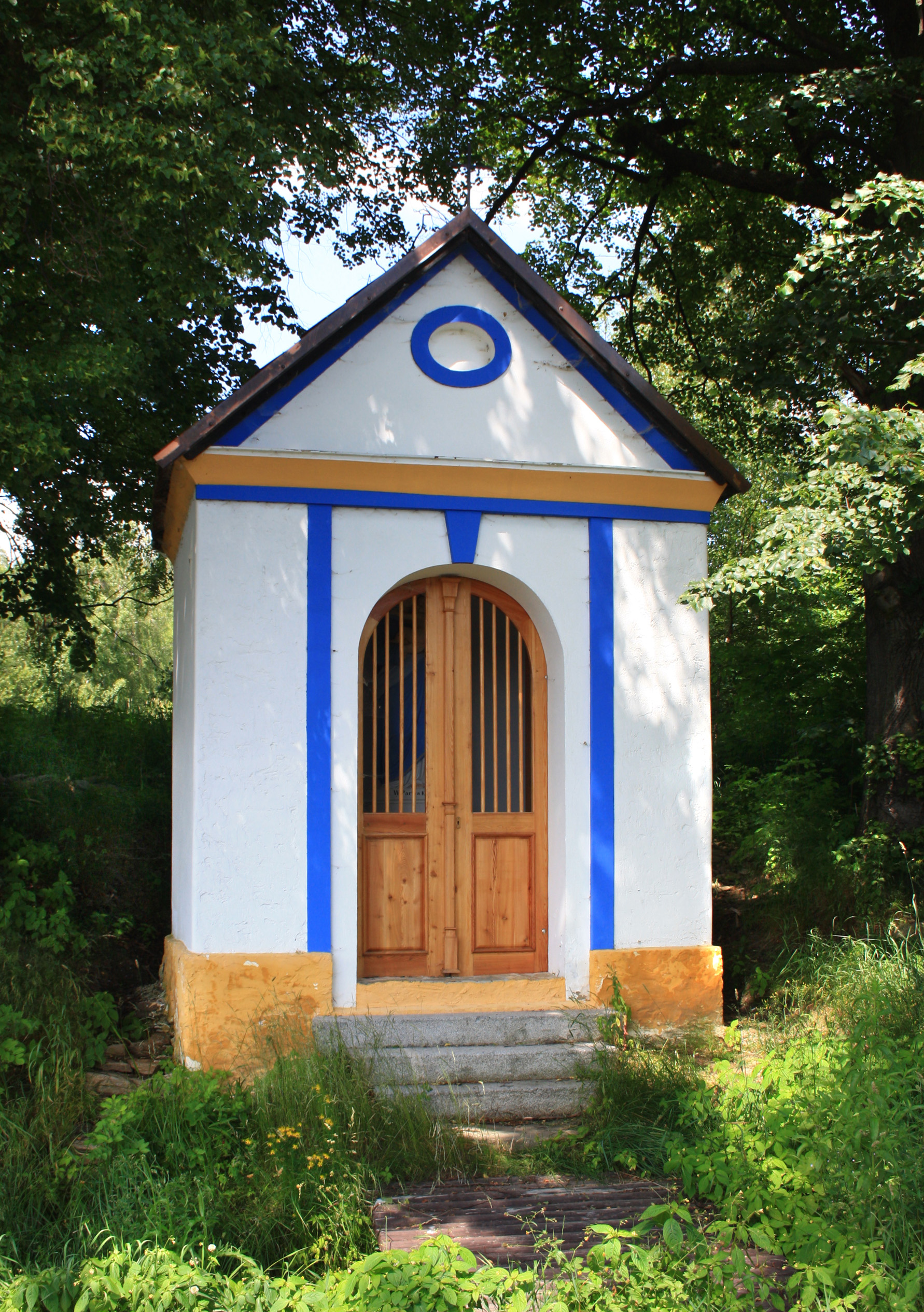
Kaple u silnice do Blatna

Na návsi stávala barokní kaple Panny Marie Sněžné z roku 1774 a rozšířená roku 1821. Uzavíral ji pravoúhle zakončený presbytář, k jehož severní straně byla přiložena sakristie. Západní průčelí prolamoval vstupní portál s letopočtem dokončení stavby a druhý vchod, kterým se chodilo na dřevěnou kruchtu. Od roku 1860 patřily k vybavení varhany. Kaple byla zbořena okolo roku 1964. Menší kaple se dochovala u silnice na východním okraji vesnice a další na okraji pastviny asi 900 metrů jihozápadně od vesnice. Severovýchodně od vesnice se nachází vodní nádrž Kamenička a v jejím údolí přírodní rezervace Buky nad Kameničkou. Do katastrálního území zasahuje také přírodní památka Bezručovo údolí.